# Málaš
Málaš (in ungherese Málas) è un comune della Slovacchia facente parte del distretto di Levice, nella regione di Nitra.